# Định An, Hải Nam
Định An (tiếng Trung: 定安县, Hán Việt: Định An huyện, pinyin: Dìng'ān Xiàn) là một huyện tại tỉnh Hải Nam, Cộng hòa Nhân dân Trung Hoa. Huyện này nằm ở phía đông bắc của đảo Hải Nam, diện tích 1189 km2, dân số 310.000 người. Huyện lỵ đóng tại trấn Định Thành. Mã số bưu chính 571200。Khu hiệu là 0898。

## Khí hậu
| Dữ liệu khí hậu của Định An (1991–2020 normals, extremes 1981–2010) | Dữ liệu khí hậu của Định An (1991–2020 normals, extremes 1981–2010) | Dữ liệu khí hậu của Định An (1991–2020 normals, extremes 1981–2010) | Dữ liệu khí hậu của Định An (1991–2020 normals, extremes 1981–2010) | Dữ liệu khí hậu của Định An (1991–2020 normals, extremes 1981–2010) | Dữ liệu khí hậu của Định An (1991–2020 normals, extremes 1981–2010) | Dữ liệu khí hậu của Định An (1991–2020 normals, extremes 1981–2010) | Dữ liệu khí hậu của Định An (1991–2020 normals, extremes 1981–2010) | Dữ liệu khí hậu của Định An (1991–2020 normals, extremes 1981–2010) | Dữ liệu khí hậu của Định An (1991–2020 normals, extremes 1981–2010) | Dữ liệu khí hậu của Định An (1991–2020 normals, extremes 1981–2010) | Dữ liệu khí hậu của Định An (1991–2020 normals, extremes 1981–2010) | Dữ liệu khí hậu của Định An (1991–2020 normals, extremes 1981–2010) | Dữ liệu khí hậu của Định An (1991–2020 normals, extremes 1981–2010) |
| Tháng                                                               | 1                                                                   | 2                                                                   | 3                                                                   | 4                                                                   | 5                                                                   | 6                                                                   | 7                                                                   | 8                                                                   | 9                                                                   | 10                                                                  | 11                                                                  | 12                                                                  | Năm                                                                 |
| ------------------------------------------------------------------- | ------------------------------------------------------------------- | ------------------------------------------------------------------- | ------------------------------------------------------------------- | ------------------------------------------------------------------- | ------------------------------------------------------------------- | ------------------------------------------------------------------- | ------------------------------------------------------------------- | ------------------------------------------------------------------- | ------------------------------------------------------------------- | ------------------------------------------------------------------- | ------------------------------------------------------------------- | ------------------------------------------------------------------- | ------------------------------------------------------------------- |
| Cao kỉ lục °C (°F)                                                  | 33.5 (92.3)                                                         | 36.2 (97.2)                                                         | 37.2 (99.0)                                                         | 40.0 (104.0)                                                        | 39.2 (102.6)                                                        | 39.0 (102.2)                                                        | 39.4 (102.9)                                                        | 37.3 (99.1)                                                         | 37.6 (99.7)                                                         | 35.3 (95.5)                                                         | 34.5 (94.1)                                                         | 32.5 (90.5)                                                         | 40.0 (104.0)                                                        |
| Trung bình ngày tối đa °C (°F)                                      | 22.6 (72.7)                                                         | 24.4 (75.9)                                                         | 27.8 (82.0)                                                         | 30.9 (87.6)                                                         | 33.1 (91.6)                                                         | 34.0 (93.2)                                                         | 33.8 (92.8)                                                         | 33.1 (91.6)                                                         | 31.7 (89.1)                                                         | 29.5 (85.1)                                                         | 26.9 (80.4)                                                         | 23.3 (73.9)                                                         | 29.3 (84.7)                                                         |
| Trung bình ngày °C (°F)                                             | 18.3 (64.9)                                                         | 19.9 (67.8)                                                         | 22.9 (73.2)                                                         | 25.9 (78.6)                                                         | 27.8 (82.0)                                                         | 28.8 (83.8)                                                         | 28.7 (83.7)                                                         | 28.1 (82.6)                                                         | 27.1 (80.8)                                                         | 25.2 (77.4)                                                         | 22.7 (72.9)                                                         | 19.3 (66.7)                                                         | 24.6 (76.2)                                                         |
| Tối thiểu trung bình ngày °C (°F)                                   | 15.6 (60.1)                                                         | 17.1 (62.8)                                                         | 19.9 (67.8)                                                         | 22.7 (72.9)                                                         | 24.6 (76.3)                                                         | 25.5 (77.9)                                                         | 25.5 (77.9)                                                         | 25.1 (77.2)                                                         | 24.4 (75.9)                                                         | 22.5 (72.5)                                                         | 20.0 (68.0)                                                         | 16.8 (62.2)                                                         | 21.6 (71.0)                                                         |
| Thấp kỉ lục °C (°F)                                                 | 5.8 (42.4)                                                          | 7.5 (45.5)                                                          | 6.1 (43.0)                                                          | 14.6 (58.3)                                                         | 16.9 (62.4)                                                         | 20.9 (69.6)                                                         | 21.0 (69.8)                                                         | 21.8 (71.2)                                                         | 19.3 (66.7)                                                         | 14.3 (57.7)                                                         | 9.3 (48.7)                                                          | 5.0 (41.0)                                                          | 5.0 (41.0)                                                          |
| Lượng Giáng thủy trung bình mm (inches)                             | 25.7 (1.01)                                                         | 31.2 (1.23)                                                         | 40.2 (1.58)                                                         | 125.2 (4.93)                                                        | 255.1 (10.04)                                                       | 234.7 (9.24)                                                        | 266.5 (10.49)                                                       | 324.0 (12.76)                                                       | 302.0 (11.89)                                                       | 272.6 (10.73)                                                       | 54.3 (2.14)                                                         | 42.2 (1.66)                                                         | 1.973,7 (77.7)                                                      |
| Số ngày giáng thủy trung bình (≥ 0.1 mm)                            | 9.5                                                                 | 9.4                                                                 | 9.3                                                                 | 12.1                                                                | 17.5                                                                | 16.6                                                                | 16.5                                                                | 18.6                                                                | 16.3                                                                | 11.4                                                                | 9.2                                                                 | 9.1                                                                 | 155.5                                                               |
| Độ ẩm tương đối trung bình (%)                                      | 86                                                                  | 85                                                                  | 84                                                                  | 82                                                                  | 82                                                                  | 81                                                                  | 81                                                                  | 84                                                                  | 86                                                                  | 84                                                                  | 84                                                                  | 84                                                                  | 84                                                                  |
| Số giờ nắng trung bình tháng                                        | 87.7                                                                | 96.1                                                                | 131.9                                                               | 162.6                                                               | 202.2                                                               | 208.5                                                               | 220.8                                                               | 195.6                                                               | 155.7                                                               | 146.1                                                               | 109.7                                                               | 87.0                                                                | 1.803,9                                                             |
| Phần trăm nắng có thể                                               | 26                                                                  | 30                                                                  | 35                                                                  | 43                                                                  | 50                                                                  | 52                                                                  | 54                                                                  | 50                                                                  | 43                                                                  | 41                                                                  | 33                                                                  | 26                                                                  | 40                                                                  |
| Nguồn: China Meteorological Administration                          |                                                                     |                                                                     |                                                                     |                                                                     |                                                                     |                                                                     |                                                                     |                                                                     |                                                                     |                                                                     |                                                                     |                                                                     |                                                                     |